# Mormântul și monumentul lui Simion Bărnuțiu din Bocșa
Mormântul și monumentul lui Simion Bărnuțiu este un monument istoric din Bocșa, Sălaj. Bărnuțiu a fost înmormântat în 1864 în curtea Bisericii de lemn din Bocșa. Mormântul său a devenit un loc de pelerinaj al elitei românilor din Austro-Ungaria și apoi din România. În 1937 Biserica de lemn din Bocșa a fost demolată și în locul ei a fost construită Biserica greco-catolică din Bocșa. În 1948 osemintele lui Simion Bărnuțiu au fost mutate în interiorul mausoleului din Biserica greco-catolică din Bocșa. Deși osemenintele se află în biserică, vechiul mormânt al lui Bărnuțiu se află la câțiva metri de biserică, la fel ca între 1864 și 1948. 
Simion Bărnuțiu a fost înmormântat în curtea bisericii de lemn din Bocșa la 3 iunie 1864, de 30 de preoți. Deschiderea căii ferate la Carei-Jibou în 1887 a facilitat acest pelerinaj, la care participau sute de oameni. În 1927 Nicolae Iorga a depus o coroană de flori la mormântul lui Bărnuțiu. 
Monumentul lui Simion Bărnuțiu de la Bocșa a fost dezvelit la 14 iulie 1889, pentru a comemora 25 de ani de la moartea sa. Monumentul era gata din anul 1878 dar nu a putut fi dezvelit din cauza vitregiilor vremii.
Pe monument, pe latura frontală se află scrise cuvintele: „În memoria lui Simion Bărnuțiu n. 1808 21 iulie / m. 1864 – 16 mai Fiii Selagiului”; pe latura răsăriteană „Blasiu, 1848 – 15 mai”; pe latura sudică „Libertate! Frățietate! Egalitate! Naționalitate!”, iar pe latura vestică „Poporul român ține minte de binefaceri și de nedreptate!”
În 1948 rămășițele pământești ale lui Simion Bărnuțiu și Alimpiu Barbulovici au fost mutate în interiorul mausoleului din Biserica greco-catolică din Bocșa. 
În 1985 a fost înființat Centrul cultural Simion Bărnuțiu din Bocșa, care oferă mai multe detalii vizitatorilor.